# فرودگاه کوئوم-نی
فرودگاه کوئوم-نی (به انگلیسی: Kuum-Ni Airport) یک فرودگاه نظامی است. این فرودگاه در کشور کره شمالی قرار دارد و در ارتفاع ۲۰ متری از سطح دریا واقع شده‌است.